# Achelia boschi
Achelia boschi is een zeespin uit de familie Ammotheidae. De soort behoort tot het geslacht Achelia. Achelia boschi werd in 1992 voor het eerst wetenschappelijk beschreven door Stock. 